# KAFKA/迷宮の悪夢
『KAFKA/迷宮の悪夢』（カフカ めいきゅうのあくむ、原題：Kafka）は、1991年のアメリカ合衆国の映画。
フランツ・カフカをモチーフにした映画。小説と現実が入り乱れ描かれる。

## キャスト
- カフカ：ジェレミー・アイアンズ
- ガブリエラ：テレサ・ラッセル
- ブルゲル：ジョエル・グレイ
- ムルナウ医師：イアン・ホルム
- ビズルベック：ジェローン・クラッベ
- グルーバッハ：アーミン・ミューラー＝スタール
- 事務所長：アレック・ギネス
- 城の門番：ブライアン・グラヴァー
- 助手ルートヴィク：キース・アレン
- 助手オスカー：サイモン・マクバーニー
- 書類管理人：ロバート・フレミング
- コンシェルジュ：マティロック・ギブズ
- 顕微鏡の男：エミル・ウォーク
- 城の随行者：ジェローム・フリン
- 採掘場労働者：ペトル・ヤクル

## 評価
レビュー・アグリゲーターのRotten Tomatoesでは24件のレビューで支持率は50%、平均点は5.40/10となった。Metacriticでは17件のレビューを基に加重平均値が46/100となった。